# Достал, Ондржей
Ондржей Достал (чеш. Ondřej Dostál; род. 25 января 1979 г.) — чешский юрист и преподаватель университета, сосредоточивается на проблеме отношений между правом и здравоохранением. Депутат Европейского парламента с июля 2024 года и представитель Пльзенского региона с сентября 2024 года. Называет себя классическим либералом, избран от коалиции КПЧМ с правыми националистами «Хватит» (Stačilo!).

## Жизнь
Окончил юридический факультет Карлова университета в Праге, учился также в Австрии и, благодаря стипендии Фулбрайта, в США в качестве аспиранта. С 2003 года он работает в Карловом университете и Институте последипломного образования в области здравоохранения. В профессиональном плане он занимается главным образом регулированием системы медицинского страхования, возмещением расходов на медицинскую помощь, организацией медицинских учреждений и правами застрахованных.
Он был вовлечен в Чешскую пиратскую партию, членом которой был с февраля 2021 года[1] по сентябрь 2022 года[2]. В декабре 2021 года из-за разногласий в ценностных позициях решил покинуть консультативную правительственную команду коалиции Пиратов и движения СТАН.[3] В марте и апреле 2023 года он выступал в качестве спикера на антиправительственных демонстрациях, организованных Йиндржихом Райхлом.[4][5]
Он представлял больницу Тршебич в деле об обмене детьми[6][7]. Во время пандемии Covid-19 он оспорил законность введенных ограничений в суде.[8] В 2006 году он стал лауреатом премии «Юрист года» в номинации «Талант года».[9]
YouTube-канал Яны Бобошиковы и Ханы Липовской «Aby bylo Jasno» с мая 2023 года раз в неделю транслирует программу «Правовые джунгли», где в основном рассказывается о законодательстве в области здравоохранения и политических событиях. Перед выборами в Европарламент в июне 2024 года он заявил, что продолжит вещание, даже если будет избран депутатом Европарламента.
На выборах в Европарламент в июне 2024 года он баллотировался как беспартийный кандидат от СД-СН, заняв второе место в кандидатской группе «Стачило!, коалиция КСЧМ, СД-СН и ЧСНС».[10] ][11] Он получил 24 403 голоса предпочтения и стал одним из двух депутатов Европарламента от коалиции Стачило!.[12]
На региональных выборах 2024 года он баллотировался на 2-е место как кандидат от коалиции STAČILO! в Пльзеньском районе.[13] Однако благодаря преференциальному голосованию он занял первое место и стал представителем региона.

## Личная жизнь
У него трое детей.[14]

## Ссылка
1. Ондржей Достал Форум пиратской партии [онлайн]. 20.11.2020 [цит. 03.09.2023]. Доступно онлайн.
2. Региональное совещание 5.9. 2022 с 18:00. Форум пиратской партии [онлайн]. 29 августа 2022 г. [цит. 03.09.2023]. Доступно онлайн.
3. Досталь покидает правительственную команду ПирСТАН. «Я больше не согласен с их ценностями», — сказал он. iDNES.cz [онлайн]. 2021-12-13. Доступно онлайн.
4. https://ct24.ceskatelevize.cz/domaci/3571078-ucastnici-demonstrace-na-vaclavskem-namesti-v-praze-pozaduji-demisi-vlady
5. БАРТОНИЧЕК, Радек. Тысячи людей вышли на демонстрацию против бедности в Праге. Райхл выступил в канцелярии правительства. Aktuálně.cz [онлайн]. Economia, a.s., 17 апреля 2023 г. [цит. 26 апреля 2023 г.]. Доступно онлайн.
6. Адвокат больницы подал иск против семей обменянных детей в суде. Aktuálně.cz [онлайн]. 10 сентября 2008 г. [цит. 03.09.2023]. Доступно онлайн.
7. ЧТК, Лукаш Вернер. Три миллиона компенсаций за подмененных детей в родильном доме в Тршебиче действительны. iDNES.cz [онлайн]. 13 июня 2011 г. [цит. 13 октября 2023]. Доступно онлайн.
8. Высший административный суд отменил прошлогоднюю отмену ограничительных мер, удовлетворил жалобу правительства. иРОЖЛАС [онлайн]. Чешское радио, 26 февраля 2021 г. [цит. 03.09.2023]. Доступно онлайн.
9. Победители – «Юрист года 2006» [онлайн]. [чувство. 08.10.2023]. Доступно онлайн.
10. Выборы в Европарламент прошли на территории Чехии 07.06.2019. – 08.06.2024, Списки имен, Партия: СТАЦИЛО!, коалиция КСЧМ, СД-СН, ЧСНС, Отбор: все действительные кандидаты в соответствии с порядком номера, Подбор списка кандидатов (партий) [онлайн]. Чешское статистическое управление, 2024 г. [цит. 27 апреля 2024 г.]. Доступно онлайн.
11. Брюссель хочет уничтожить нас миграцией, утверждает KSČM. Он против беженцев на выборах. Список Zprávy.cz [онлайн]. 04.12.2023 [цит. 2024-01-02]. Доступно онлайн.
12. ГРУБЕШ, Карел. "Ага! Оно там!» — празднуют коммунисты. Конечная объявила о поражении правительства. iDNES.cz [онлайн]. 09.06.2024 [цит. 09.06.2024]. Доступно онлайн.
13. Выборы в областные советы | выборы.cz www.volby.cz [онлайн]. [чувство. 04.10.2024]. Доступно онлайн.

1. ↑  Commercial Register
2. ↑  https://web.archive.org/web/20210930130436/https://lide.pirati.cz/profil/2619/